# Amt Kossenblatt
Das Amt Kossenblatt war ein kurfürstlich-brandenburgisches und königlich-preußisches Domänenamt mit Sitz in Kossenblatt (Landkreis Oder-Spree, Brandenburg). Das Amt nahm innerhalb der kurfürstlich-brandenburgischen Ämter eine Sonderstellung ein, denn das Amtsgebiet lag vor dem Übergang der Niederlausitz an Preußen 1815 nicht nur in den beiden zu Brandenburg gehörenden Herrschaften Beeskow und Storkow, sondern auch in der damals sächsischen Niederlausitz. Das Amt Kossenblatt wurde zwischen 1818 und 1837 aufgelöst und die Amtsdörfer dem Amt Trebatsch überwiesen.

## Geschichte
Am 18. Januar 1736 kaufte der damalige brandenburgische Kurfürst und König in Preußen Friedrich Wilhelm I. die kleine Herrschaft Kossenblatt um 125.000 von dem Grafen Karl Friedrich Ludwig v. Barfuß. Damals gehörten dazu das Schloss, Vorwerk und Dorf Kossenblatt, Vorwerk und Dorf Briescht, die Dörfer Werder/Spree und Wiese sowie die Schlauheide und die Plattkowsche Heide mit der Schäferei. Er bildete daraus das Amt Kossenblatt, das er seiner Herrschaft Wusterhausen (später Herrschaft Königs Wusterhausen) eingliederte.

## Zugehörige Orte
- Briescht
- Giesensdorf. Das Dorf Giesensdorf wurde am 12. Juni 1737 für 16.000 Taler von Sigmund v. Maltitz gekauft und in das Amt Kossenblatt eingegliedert[1].
- Kossenblatt.
- Plattkow. Am 12. Mai 1738 (30. April 1738 jul.) verkaufte Georg Erdmann v. Oppen den Ort Plattkow für 8.500 Taler und 100 Taler Schlüsselgeld an Friedrich Wilhelm I. Nach der Topographisch-statistischen Uebersicht des Regierungsbezirks Frankfurth a. d. O. von 1820 gehörte das Dorf im Jahre 1818 zum Domänenamt Kossenblatt.[2] 1840 wurde es angeblich vom Rentamt Lübben verwaltet[3] (vermutlich ein Fehler in der Topographisch-statistischen Übersicht). 1864 gehörte es zum Hausfideikommißamt Trebatsch[4] 1810 war bereits das Vorwerk in Erbpacht verkauft worden.
- Schwenow. Das Dorf Schwenow kaufte Friedrich Wilhelm I. am 27. Mai 1738 von Georg Henning v. Oppen zum Amt Kossenblatt hinzu. Das Vorwerk wurde 1798 auf Erbpacht verkauft, aber 1853 zurückgekauft.
- Werder/Spree
- Wiese. Das Dorf Wiese, das mit Gut Kossenblatt erworben worden war und damals wie Plattkow in der sächsischen Niederlausitz lag, wurde bereits 1754 wieder mit  Schlauheide, der Plattkowschen Heide und der Schäferei für 6.200 Taler an Ernst Abraham v. Stutterheim verkauft[5].

1818 existierte das Amt Kossenblatt noch; es wird allerdings als Rentamt bezeichnet. In der Topographisch-statistischen Uebersicht des Regierungs-Bezirks Potsdam und der Stadt Berlin von 1841 (die die Zustände von 1837 wieder gibt) war das Amt Kossenblatt bereits aufgelöst, die Amtsdörfer gehörten nun zum Hausfideikommißamt Trebatsch. Nach Beck et al. wurde das Amt Kossenblatt um 1820 mit dem Amt Trebatsch vereinigt. Das Amt war nicht im Schloss Kossenblatt untergebracht, sondern im sog. alten Gutshaus östlich der Schloßspree (Lindenstraße 35).

## Amtmänner und Pächter
- 1736 Oberamtmann Otto Dietrich von Schönholtz (Fürstenwalde)
- 1742 Georg Samuel Tempelhof,
- 1754 bis 1784 Friedrich Leopold Lengenich[8]
- 1787 Amtsrat Johann Gottlieb Reinhold Pohl
- 1801 Karl Ludwig Buchholtz, letzter Amtmann, er blieb jedoch Pächter des Gutes Kossenblatt.

## Belege